# Reggenza di Murung Raya
La reggenza di Murung Raya (in indonesiano: Kabupaten Murung Raya) è una reggenza dell'Indonesia, situata nella provincia di Kalimantan Centrale.